# Solonópole
Solonópole es un municipio brasilero del estado del Ceará. 

## Toponimia
Originalmente denominada Cascada del Arroyo del Sangre, en virtud de la existencia de una caída de agua en el lecho del Arroyo del Sangre y después apenas Cascada. En 30 de diciembre de 1943, a través del decreto n° 1.114, pasó a denominarse Solonópole, que significa Ciudad de Solon en homenaje a Manoel Solon Rodrigues Pinheiro, abogado, periodista y profesor nacido en el municipio.

## Historia
A comienzos del siglo XVIII, el colonizador Manoel Pinheiro del Lago fundó la hacienda Umari, de donde se originó la ciudad de Solonópole.

## Geografía
El municipio de Solonópole se localiza en la zona del Sertón Central. El municipio tiene hoy la siguiente división: Distrito sede, São José, Pasta, Cangati, Assunção, y Suely Pinheiro (antiguo Boqueirão). La ciudad se localiza, en línea recta, a 224 kilómetros de Fortaleza y su altitud es de 170 metros sobre el nivel del mar en la sede municipal. 

### Clima
Su clima es tropical caliente semiárido y su temperatura oscila de 30 a 36 °C. El período lluvioso se extiende de enero y junio. 

### Demografía
Su población estimada en 2004 era de 17.314 habitantes. En el año de 2009, conforme el IBGE, la población es de 18.480 habitantes.

## Economía
Las principales fuentes de riquezas del municipio son principalmente la agricultura y la ganadería, con importantes cultivos de algodón, maíz, arroz, frijol, batata dulce y caña de azúcar. La ganadería es la actividad que más contribuye para la economía municipal. 